# La primula rosa
La primula rosa (Sept hommes et une garce) è un film del 1967 diretto da Bernard Borderie.